# Central Electronic Complex
Mit Central Electronic Complex (CEC) wird die Gesamtheit der Hardware bezeichnet, aus der ein Großrechner (Mainframe, Host) besteht. Dies schließt die CPUs, den Hauptspeicher, die Channels, die Controller und Stromversorgung ein. Einige CECs, wie beispielsweise IBMs Multiprise 2000 und 3000, enthalten auch persistente Datenspeicher (Festplatten).